# Andreas Rocksén
Andreas Rocksén, född 18 augusti 1963, är en svensk journalist och filmare. Han har belönats med bland annat Prix Mosaik och katolska kyrkans pris Signis för sin serie Fortet Europa. År 2008 fick han utmärkelsen Årets Miljöjournalist tillsammans med Johan Zachrisson Winberg.
Andra produktioner av Andreas Rocksén är:
- Den felande läkaren (1999) (Om Medanalys-skandalen)
- Fortet Europa (2001) (Tillsammans med Erik Sandberg)
- Hotet från oljan (2002)
- Fotbollsfeber (2004)
- Vinn en Saab! (2005)
- Fundamentalisterna (2006)
- Det svider i hjärtat (2007) (regi Oscar Hedin)
- Bandyfarsan (2009)
- Blybarnen (2009) (regi Lars Edman och William Johansson) om Bolidens export av miljöfarligt avfall.
- Blått blod (2010) (regi Oscar Hedin)
- Så jävla metal (2011) (regi Yasin Hillborg) om den svenska hårdrockens historia
- Don't fuck with the United Nations (2012) Uppdrag Granskning[3]
- Diktaturens Fångar (2013)[4]
- The Witness (2015) (regi Mohanad Salahat)[5]

Sedan 2004 driver Andreas Rocksén Laika Film & Television AB som specialiserat sig på undersökande journalistik och dokumentärer.